# Catalansk modernisme
Catalansk modernisme (som ikke må forveksles med modernisme) er en catalansk arkitektonisk, kunstnerisk, musikalsk og litterær stilart som groft set blev udviklet fra midten af 1880'erne til 1920'erne. Den er den catalanske version af skønvirke (dansk) / jugend (tysk) / art nouveau (fransk). Modernismebevægelsen var centreret omkring Barcelona, og den mest kendte eksponent for stilen var arkitekten Antoni Gaudí. Den catalanske modernisme begynder som et forsøg på at løfte catalansk kultur frem til samme niveau som kulturen i resten af Europa. Catalansk nationalisme var derfor en vigtig drivkraft.

## Repræsentanter (Arkitektur)
Flere af bygningerne fra denne periode er på UNESCOs Verdensarvsliste.
Af Lluís Domènech i Montaner:
- Palau de la Música Catalana (Barcelona)
- Hospital de Sant Pau (Barcelona)

Af Antoni Gaudí:
- Parque Güell (Barcelona)
- Palácio Güell (Barcelona)
- Templo Expiatório da Sagrada Família (Barcelona) – (Primært de dele af kirkebyggeriet som var færdig ved Gaudis død)
- Casa Batlló (Barcelona)
- Casa Milà (Barcelona)
- Casa Vicens (Barcelona)
- Colonia Güell-krypten (i Santa Coloma de Cervelló)